# Boxxy
Boxxy é um personagem protagonizado pela celebridade americana da Internet Catherine "Catie" Wayne, conhecida por seus  vlogs bem agitados. Sua ascensão em popularidade começou no final de 2008 e no começo de 2009.[carece de fontes?]
Seus vídeos, através de sua conta YouTube conhecida como "boxxybabee", foram primariamente feitos com o intuito de ser compartilhado com seus amigos de Gaia Online.[carece de fontes?]

## Historia
Em janeiro de 2008, Wayne gravou dois vídeos dedicados a seus amigos do Gaia Online e enviou-os pro YouTube através de seu nome de usuário boxxybabee. Eles foram replicados para o site i-am-bored.com depois, no mesmo ano, e então eventualmente apareceu no 4chan. Wayne respondeu à popularidade de seus vídeos num terceiro vídeo que foi enviado para o seu novo canal do YouTube, boxxybabee, em janeiro de 2009. Os vídeos retratam Wayne em delineador pesado, falando excitadamente de forma desconexa sobre várias coisas.

## Notes
1. 1 2  Johnson, Bobbie (20 de janeiro de 2009). «How Boxxy brought the web to its knees». The Guardian. Consultado em 26 de julho de 2011. Cópia arquivada em 25 de julho de 2011
2. ↑  Jutras, Lisan (6 de fevereiro de 2009). «The face that launched an online war». The Globe and Mail. Cópia arquivada em 27 de junho de 2009
3. ↑  Cario, Erwan (11 de janeiro de 2011). «Le grand retour de Boxxy» (em francês). Libération. Consultado em 26 de julho de 2011. Cópia arquivada em 26 de julho de 2011
4. ↑  Larrouy, Sophie-Marie (22 de janeiro de 2009). «Foxy Boxxy : celle qui parle pour ne rien dire» (em francês). madmoiZelle.com. Consultado em 26 de julho de 2011. Cópia arquivada em 26 de julho de 2011
5. ↑  Plafke, James (11 de janeiro de 2011). «Lord in Internet Heaven Save Us, Boxxy is Back». Geekosystem. Consultado em 26 de julho de 2011. Cópia arquivada em 26 de julho de 2011